# Fischbachtal (Landschaftsschutzgebiet, Rems-Murr-Kreis)
Das Fischbachtal ist ein vom Landratsamt Backnang am 15. April 1971 in einer Sammelverordnung ausgewiesenes Landschaftsschutzgebiet auf dem Gebiet der Gemeinden Großerlach und Sulzbach an der Murr im Rems-Murr-Kreis.

## Lage
Das Landschaftsschutzgebiet liegt nördlich von Sulzbach an der Murr im Tal des Fischbachs unterhalb des Weilers Mittelfischbach. Es gehört zum Naturraum Schwäbisch-Fränkische Waldberge.

## Landschaftscharakter
Das enge Tal verläuft von Norden nach Süden und ist überwiegend bewaldet. In der Talsohle sind einige Nasswiesen vorhanden. Auch um Unterfischbach sind einige Wiesen, teilweise mit Streuobstbäumen Teil des Landschaftsschutzgebiets.

## Zusammenhängende Schutzgebiete
Im Norden überschneidet sich das Landschaftsschutzgebiet teilweise mit dem FFH-Gebiet Löwensteiner und Heilbronner Berge. Das Schutzgebiet liegt im Naturpark Schwäbisch-Fränkischer Wald.